# La Maize-et-Bellenoye
La Maize-et-Bellenoye est une ancienne commune française de la Haute-Saône. Cette commune a été créée entre 1790 et 1794 par la fusion des communes éphémères de Bellenoix (ou Bellenoye) et de La Maize. En 1807, elle a fusionné avec La Villeneuve pour former la nouvelle commune de La Villeneuve-Bellenoye-et-la-Maize.